# Arpeni
Arpeni (armenisch Արփենի) ist ein Dorf in Armenien. Es liegt auf einer Höhe von 1900 bis 1970 Metern. Informell ist es in Alt- und Neu-Arpeni unterteilt. Das neue Dorf wurde nach dem Erdbeben von 1988 erbaut. Bis 1978 hieß der Ort Palutli oder Palutlu.
Im Ort befindet sich eine Kirche aus dem 19. Jahrhundert.